# Amauromyza soosi
Amauromyza soosi är en tvåvingeart som beskrevs av Zlobin 1985. Amauromyza soosi ingår i släktet Amauromyza och familjen minerarflugor.
Artens utbredningsområde är Ungern. Inga underarter finns listade i Catalogue of Life.